# Alkowa

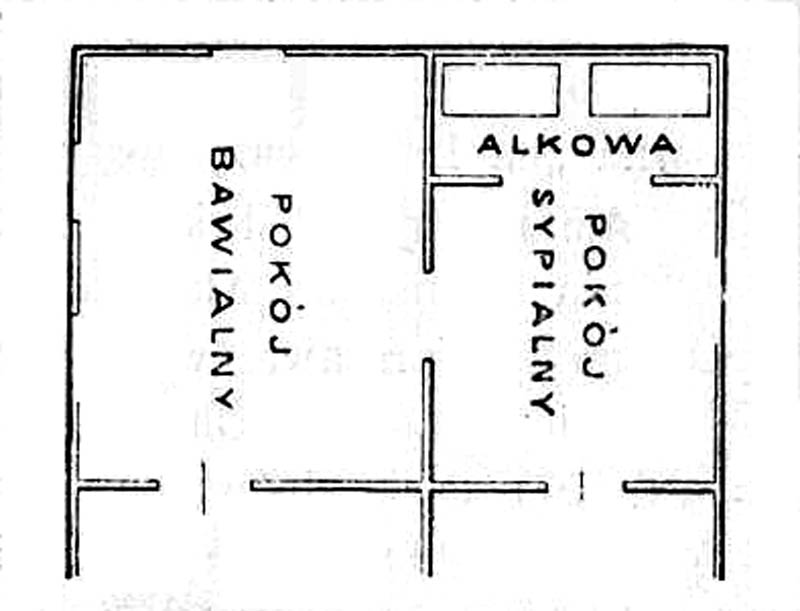
Alkowa. Rzut

Alkowa (z arabskiego al-qubba, hiszp. alcoba, franc. alcove) – wydzielona część izby, pokoju, najczęściej w formie wnęki bez okien, przeznaczona na sypialnię (w miejscu tym stawiano łóżko).
Alkowa spotykana była w starożytnym Rzymie, w domach arabskich, z Hiszpanii dotarła do Francji w drugiej połowie XVII w. w budowanych pałacach, w pozostałych krajach Europy rozpowszechniła się w XVIII w. W XIX wieku przekształciła się we wnękę sypialną.